# Catacombs of the Black Vatican
Albums de Black Label Society
Unblackened
(2013) Grimmest Hits
(2018)
Singles
Catacombs of the Black Vatican est le neuvième album studio album du groupe de Heavy metal Black Label Society. Celui sort le 7 avril 2014 en europe, le 8 avril 2014 en amérique du Nord et le 9 avril 2014 au Japon.

## Liste des titres
Toutes les chansons sont écrites et composées par Zakk Wylde.
| 1.    | Fields of Unforgiveness | 3:12 |
| 2.    | My Dying Time           | 3:22 |
| 3.    | Believe                 | 3:44 |
| 4.    | Angel of Mercy          | 4:14 |
| 5.    | Heart of Darkness       | 3:39 |
| 6.    | Beyond the Down         | 2:54 |
| 7.    | Scars                   | 4:13 |
| 8.    | Damn the Flood          | 3:18 |
| 9.    | I've Gone Away          | 3:51 |
| 10.   | Empty Promises          | 5:16 |
| 11.   | Shades of Gray          | 6:28 |
| 44:39 |                         |      |

| 'Black Edition' bonus tracks - Europe | 'Black Edition' bonus tracks - Europe | 'Black Edition' bonus tracks - Europe | 'Black Edition' bonus tracks - Europe | 'Black Edition' bonus tracks - Europe | 'Black Edition' bonus tracks - Europe | 'Black Edition' bonus tracks - Europe | 'Black Edition' bonus tracks - Europe | 'Black Edition' bonus tracks - Europe | 'Black Edition' bonus tracks - Europe |
| No                                    | Titre                                 | Durée                                 |                                       |                                       |                                       |                                       |                                       |                                       |                                       |
| ------------------------------------- | ------------------------------------- | ------------------------------------- | ------------------------------------- | ------------------------------------- | ------------------------------------- | ------------------------------------- | ------------------------------------- | ------------------------------------- | ------------------------------------- |
| 12.                                   | Dark Side of the Sun                  | 5:19                                  |                                       |                                       |                                       |                                       |                                       |                                       |                                       |
| 13.                                   | Blind Man                             | 4:36                                  |                                       |                                       |                                       |                                       |                                       |                                       |                                       |
| 54:34                                 |                                       |                                       |                                       |                                       |                                       |                                       |                                       |                                       |                                       |

| 'Black Edition' bonus tracks - Amérique du Nord/Digital | 'Black Edition' bonus tracks - Amérique du Nord/Digital | 'Black Edition' bonus tracks - Amérique du Nord/Digital | 'Black Edition' bonus tracks - Amérique du Nord/Digital | 'Black Edition' bonus tracks - Amérique du Nord/Digital | 'Black Edition' bonus tracks - Amérique du Nord/Digital | 'Black Edition' bonus tracks - Amérique du Nord/Digital | 'Black Edition' bonus tracks - Amérique du Nord/Digital | 'Black Edition' bonus tracks - Amérique du Nord/Digital | 'Black Edition' bonus tracks - Amérique du Nord/Digital |
| No                                                      | Titre                                                   | Durée                                                   |                                                         |                                                         |                                                         |                                                         |                                                         |                                                         |                                                         |
| ------------------------------------------------------- | ------------------------------------------------------- | ------------------------------------------------------- | ------------------------------------------------------- | ------------------------------------------------------- | ------------------------------------------------------- | ------------------------------------------------------- | ------------------------------------------------------- | ------------------------------------------------------- | ------------------------------------------------------- |
| 12.                                                     | Dark Side of the Sun                                    | 5:19                                                    |                                                         |                                                         |                                                         |                                                         |                                                         |                                                         |                                                         |
| 13.                                                     | The Nomad                                               | 4:15                                                    |                                                         |                                                         |                                                         |                                                         |                                                         |                                                         |                                                         |
| 54:13                                                   |                                                         |                                                         |                                                         |                                                         |                                                         |                                                         |                                                         |                                                         |                                                         |

| Bonus tracks - Japon | Bonus tracks - Japon | Bonus tracks - Japon | Bonus tracks - Japon | Bonus tracks - Japon | Bonus tracks - Japon | Bonus tracks - Japon | Bonus tracks - Japon | Bonus tracks - Japon | Bonus tracks - Japon |
| No                   | Titre                | Durée                |                      |                      |                      |                      |                      |                      |                      |
| -------------------- | -------------------- | -------------------- | -------------------- | -------------------- | -------------------- | -------------------- | -------------------- | -------------------- | -------------------- |
| 12.                  | Dark Side of the Sun | 5:19                 |                      |                      |                      |                      |                      |                      |                      |
| 13.                  | Hell and Fire        | 4:25                 |                      |                      |                      |                      |                      |                      |                      |
| 54:23                |                      |                      |                      |                      |                      |                      |                      |                      |                      |

## Personnel
Musiciens
- Zakk Wylde : chant, guitare, piano
- John DeServio : basse, chœurs
- Chad Szeliga : batterie

Techniciens
- Ingénieur du son : Adam Klumpp
- Mixage : Zakk Wylde, John DeServio, Adam Klumpp
- Mastering : Peter A. Barker

Productions
- Producteur : Zakk Wylde
- artwork : Zakk Wylde, John Irwin Design
- Photographie : Zakk Wylde, Justin Reich